# 川西蘭
川西 蘭（かわにし らん、1960年2月21日 - ）は、日本の作家、元東北芸術工科大学教授、元武蔵野大学教授。

## 概要
広島県三原市出身。三原市立第三中学校から広島大学附属福山高等学校を経て、1984年早稲田大学政治経済学部卒。在学中（19歳時）に文藝賞に応募した「春一番が吹くまで」で作家デビュー。
著書に「夏の少年」、「春一番が吹くまで」、「空で逢うとき」、「はじまりは朝」、「パイレーツによろしく」、「こわれもの」等がある。自閉的な若者を描いた『パイレーツによろしく』は1988年、石黒賢・三上博史主演で映画化された。
ペンネームの由来は、キャンディーズの伊藤蘭（ランちゃん）の大ファンだったところからつけられたと言われている。2011年、東北芸術工科大学に新設された文芸学科教授に就任。

## 作品リスト
- 『春一番が吹くまで』河出書房新社 1979.11　のち文庫
- 『空で逢うとき』河出書房新社 1980.12
- 『はじまりは朝』河出書房新社 1982.1
- 『パイレーツによろしく』 河出書房新社（河出書き下ろし長篇小説叢書）1984　のち集英社文庫
- 『学園少女/砂緒』白夜書房 1985.12
- 『妖精物語』トレヴィル 1986.3
- 『ラブ・ソングが聴こえる部屋』集英社 1986.12　のち文庫
- 『ブローティガンと彼女の黒いマフラー』トレヴィル 1986.6
- 『聖バレンタイン音楽堂の黄昏』トレヴィル 1987.3
- 『どかどかうるさいR.R.C（ロックン・ロール・シティ）』集英社文庫（書き下ろし） 1987.10
- 『こわれもの』河出書房新社 1987.12
- 『ルルの館』集英社 1989.1
- 『サーカス・ドリーム』集英社 1989.8 のち文庫
- 『神様の前でついた嘘』リクルート出版 1989.3 （『50の職場と50の小説』と改題・増補、角川文庫 1993）
- 『ルームメイト』集英社文庫 1990.5
- 『港が見える丘』集英社 1990.8　のち文庫
- 『優しい悪魔のオルゴール』実業之日本社 1990.11（『忙しい夜』と改題、角川文庫 1993.5）
- 『サンド・ヒル博物館』河出文庫 1991.7
- 『コーンクリームスープ』マガジンハウス 1992.8　のちピュアフル文庫
- 『新しい関係』ミリオン出版 1992.10
- 『林檎の樹の下で』集英社 1993.2
- 『愚者の涙』集英社 1993.9
- 『彼女たちとのユートピア』広済堂出版 1993.10
- 『脱恋愛論』実業之日本社 1995.2
- 『光る汗』集英社 1995.3
- 『フリーター・オプ 失業したぼくが探偵見習いになって経験したいくつかの出来事』実業之日本社 1995.5
- 『赤い革装の日記』新潮社 1995.8
- 『パール』トレヴィル 1996.6
- 『ボディ・コンシャス』ベネッセコーポレーション 1997.3
- 『夏の少年』河出書房新社 1997.7
- 『山の上の王国』（ものがたりうむ）河出書房新社 1997.10
- 『夏の扉』（周利重孝名義）水曜社 2004.7
- 『セカンドウィンド』1-2 (ピュアフル文庫) ジャイブ, 2007-09 のち小学館文庫
- 『坊主のぼやき』新潮社 2008
- 『あねチャリ』小学館、2009
- 『ブッダ』（長尾みのる絵）本願寺出版社、2009
- 『セカンドウィンド 3』小学館, 2010.7 のち文庫
- 『スパート!』小学館文庫 2012.4 （『あねチャリ』の改題）
- 『ひかる、汗』集英社文庫, 2021.8

共編
- 『今、浮遊感覚 Campus周辺ニュータイプ・トレンド』フロム・エー編集部共編 徳間書店 1986.4

## 文庫化作品リスト
- 『春一番が吹くまで』河出書房新社、1984.2（河出文庫）
- 『空で逢うとき』河出書房新社、1986.3（河出文庫）
- 『パイレーツによろしく』集英社、1987.7（集英社文庫）
- 『はじまりは朝』角川書店、1988.8（角川文庫）
- 『ラブ・ソングが聴こえる部屋』集英社、1990.2（集英社文庫）
- 『ルルの館』集英社、1991.7（集英社文庫）
- 『十七粒の媚薬』（のうち『夜の夢』） 角川書店、1993.7（角川文庫）
- 『港が見える丘』集英社、1993.8（集英社文庫）
- 『冬・恋の物語』（のうち『赤い花の香り』） 集英社、1994.11（集英社文庫）
- 『サーカス・ドリーム』集英社、1995.8（集英社文庫）
- 『林檎の樹の下で』集英社、1997.6（集英社文庫）
- 『バリエーション』集英社、1998.3（集英社文庫）
- 『ひかる汗』集英社、1998.6（集英社文庫）
- 『14歳の本棚 部活学園編―青春小説傑作選』（共著／北上次郎編）2007.2（新潮文庫）
- 『コーンクリームスープ』ジャイブ、2007.3（ピュアフル文庫）
- 『セカンドウィンド I 』ジャイブ、2007.11（ピュアフル文庫）

## 翻訳作品
- 『サッド・ムーヴィーズ』 / マーク・リンキスト[他]著. 集英社、1994.4